# Liste der Baudenkmäler in Ippesheim
Auf dieser Seite sind die Baudenkmäler in dem mittelfränkischen Markt Ippesheim zusammengestellt. Diese Tabelle ist eine Teilliste der Liste der Baudenkmäler in Bayern. Grundlage ist die Bayerische Denkmalliste, die auf Basis des Bayerischen Denkmalschutzgesetzes vom 1. Oktober 1973 erstmals erstellt wurde und seither durch das Bayerische Landesamt für Denkmalpflege geführt wird. Die folgenden Angaben ersetzen nicht die rechtsverbindliche Auskunft der Denkmalschutzbehörde.
 Diese Liste gibt den Fortschreibungsstand vom 25. April 2021 wieder und enthält 23 Baudenkmäler.
In dieser Kartenansicht sind Baudenkmäler ohne Koordinaten mit einem roten bzw. orangen Marker dargestellt und können in der Karte gesetzt werden. Baudenkmäler ohne Bild sind mit einem blauen bzw. roten Marker gekennzeichnet, Baudenkmäler mit Bild mit einem grünen bzw. orangen Marker.

## Baudenkmäler nach Gemeindeteilen

### Ippesheim
| Lage                               | Objekt                                          | Beschreibung | Akten-Nr.              | Bild           |
| ---------------------------------- | ----------------------------------------------- | --- | ---------------------- | -------------- |
| Hauptstraße 7 (Standort)           | Wohnhaus                                        | Eingeschossiger Schopfwalmdachbau, mit Zwerchhausrisalit und korbbogigen Tor mit Hausteinprofilrahmen, Sockel und genutete Ecklisenen aus Sandstein, bezeichnet „1783“, Ostteil modern aufgestockt | D-5-75-134-5 Wikidata  | weitere Bilder |
| Hauptstraße 9 (Standort)           | Ehemaliges Wohnstallhaus                        | Eingeschossiger Satteldachbau mit Fachwerkgiebel, andere Hauswände später massiv erneuert, bezeichnet „1780“ | D-5-75-134-6 Wikidata  | weitere Bilder |
| Hauptstraße 9 (Standort)           | Hofmauer mit Tor und Fußgängerpforte            | Aus Sandsteinquadern, profilierte Rundbögen aus Haustein, bezeichnet „1573“ | D-5-75-134-6 Wikidata  | weitere Bilder |
| Hauptstraße 12 (Standort)          | Ehemalige Zehntscheune                          | Eingeschossiger Satteldachbau, Fachwerk, Westgiebel massiv, Ostteil später erneuert, dendrochronologisch datiert 1577 | D-5-75-134-4 Wikidata  | weitere Bilder |
| Hauptstraße, vor Nr. 23 (Standort) | Pferdeschwemme                                  | Quadermauerumfassung, Tränkbrunnen mit zwei Trögen, bezeichnet „1718“ | D-5-75-134-15 Wikidata | weitere Bilder |
| Kirchplatz 2 (Standort)            | Evangelisch-lutherische Pfarrkirche Heiligkreuz | Quadratischer Turm mit Gurtgesimsen, Ecklisenen und Pyramidendach 12./13. Jahrhundert, Turmobergeschoss, Langhaus mit Polygonalchor und Halbwalmdach nach Plänen von Veit von Lichtenstein 1570–80, nach Brand wieder aufgebaut 1676, nördlicher Sakristeianbau und Wendeltreppenhaus modern; mit Ausstattung | D-5-75-134-1 Wikidata  | weitere Bilder |
| Marktplatz 1 (Standort)            | Wohnstallhaus                                   | Zweigeschossiger Satteldachbau, mit Fachwerk, 18. Jahrhundert Nordgiebel mit Hausteinrahmungen massiv erneuert Mitte 19. Jahrhundert | D-5-75-134-7 Wikidata  | weitere Bilder |
| Reuscher Straße 10 (Standort)      | Wappenstein                                     | Bezeichnet „1538“; nicht nachqualifiziert | D-5-75-134-11 Wikidata | weitere Bilder |
| Schlossplatz 1 (Standort)          | Ehemaliges Schloss, seit 1900 Rathaus           | Zweigeschossiger Walmdachbau mit flachen Mittelrisalit, geschwungener Freitreppe, genuteten Ecklisenen und Putz- und Hausteingliederung, 1753 | D-5-75-134-3 Wikidata  | weitere Bilder |
| Unterer Spreußberg 2 (Standort)    | Ehemaliges Wohnstallhaus                        | Eingeschossiger Satteldach mit Fachwerk im östlichen Wohnteil, bezeichnet „1893“ | D-5-75-134-13 Wikidata | weitere Bilder |
| Unterer Spreußberg 3 (Standort)    | Wohnhaus                                        | Zweigeschossiger Walmdachbau mit Fachwerkobergeschoss, Eckquaderung im Erdgeschoss, Hausteinrahmungen, an Südwand flacher Zwerchhauserker, bezeichnet „1763“ | D-5-75-134-10 Wikidata | weitere Bilder |
| Weinlaubengasse 9 (Standort)       | Wohnstallhaus                                   | In Hanglage, zweigeschossiger Satteldachbau, Fachwerkobergeschoss, bezeichnet „1848“ | D-5-75-134-8 Wikidata  | weitere Bilder |

### Bullenheim
| Lage                                            | Objekt                                             | Beschreibung | Akten-Nr.              | Bild           |
| ----------------------------------------------- | -------------------------------------------------- | --- | ---------------------- | -------------- |
| Bullenheim 18 (Standort)                        | Gasthof, Gasthaus                                  | Zweigeschossiger Satteldachbau mit Fachwerkobergeschoss, Eckquaderung und Hausteinrahmungen aus Sandstein im Erdgeschoss, erste Hälfte 19. Jahrhundert | D-5-75-134-24 Wikidata | weitere Bilder |
| Bullenheim 18 (Standort)                        | Nebengebäude                                       | Eingeschossiger Satteldachbau aus Steinquadern, 19. Jahrhundert | D-5-75-134-24 Wikidata | weitere Bilder |
| Bullenheim 18 (Standort)                        | Scheune                                            | Eingeschossiger Satteldachbau über Hakengrundriss, mit Bruchsteinsockel, teils Fachwerk, 19. Jahrhundert | D-5-75-134-24 Wikidata | weitere Bilder |
| Bullenheim 26 (Standort)                        | Wohnstallhaus                                      | Traufständiger zweigeschossiger Schopfwalmdachbau mit Fachwerkobergeschoss und zweiläufiger Außentreppe, 1823 | D-5-75-134-19 Wikidata | weitere Bilder |
| Bullenheim 47 (Standort)                        | Rathaus                                            | Zweigeschossiger Satteldachbau, mit Gurtgesims, Fachwerkobergeschoss an Nord- und Ostseite mit geschweiften Andreaskreuzen und Fußstreben mit Augen, Nordwand mit Rundbogeneingang flankiert von Wappenreliefs, bezeichnet „1583“ | D-5-75-134-25 Wikidata | weitere Bilder |
| Bullenheim 54 (Standort)                        | Simultankirche St. Leonhard                        | Chorturmkirche, Turm aus Hausteinquadern mit Pyramidendach, Dachreiter mit Ziffernblättern und Spitzhelm, im Kern um 1300, Ausbau 1731, quergelagertes Langhaus aus verputztem Bruchsteinmauerwerk, frühgotisch, Erweiterungen im 16. Jahrhundert und Umbauten im 19. Jahrhundert, nördlicher Sakristeianbau mit Pultdach zweite Hälfte 19. Jahrhundert; mit Ausstattung | D-5-75-134-16 Wikidata | weitere Bilder |
| Bullenheim 61 (Standort)                        | Wohnhaus                                           | Eingeschossiger Satteldachbau mit spätgotischen Vorhangbogenfenstern, Wappenrelief, bezeichnet „1566“ | D-5-75-134-18 Wikidata | BW             |
| Bullenheim 135 (Standort)                       | Ehemalige Kirchhofbefestigung                      | Mauerreste im Norden aus Bruchstein- und teils Quadermauerwerk | D-5-75-134-16 Wikidata | weitere Bilder |
| Bullenheim 135 (Standort)                       | Ehemalige Kirchhofbefestigung, Gaden               | Bestehend aus fünf eingeschossigen Satteldachhäusern, teils mit Fachwerk, breite Außenmauern aus Bruchstein waren Teil des Mauerrings, spätmittelalterlich | D-5-75-134-16 Wikidata | weitere Bilder |
| Bullenheim 151 (Standort)                       | Wohnhaus                                           | Zweigeschossiger Walmdachbau auf hohem Kellergeschoss in Bruchsteinmauerwerk, Fachwerkobergeschoss, bezeichnet „1826“ | D-5-75-134-21 Wikidata | weitere Bilder |
| Bullenheim 166 (Standort)                       | Bauernhof, Wohnstallhaus                           | Eingeschossiger Satteldachbau aus Sandsteinquadern mit Eckpilastern, Trauf- bzw. Gurtgesims und Rahmungen, bezeichnet „1858“ | D-5-75-134-23 Wikidata | weitere Bilder |
| Bullenheim 166 (Standort)                       | Bauernhof, Einfriedung                             | Drei Sandsteinpfosten mit Kugelbesatz für Eingangs- und Einfahrtstor, dazwischen Hofmauer | D-5-75-134-23 Wikidata | weitere Bilder |
| Bullenheim 169 (Standort)                       | Wohnhaus eines ehemaligen dreiseitigen Bauernhofes | Eingeschossiger Satteldachbau mit Gaube und zweiläufiger Außentreppe, Fachwerk, erste Hälfte 19. Jahrhundert | D-5-75-134-22 Wikidata | weitere Bilder |
| Kunigundenwald, auf dem Kapellenberg (Standort) | Kapellenruine St. Kunigund                         | Vom spätgotischen Bau Langhaus aus Bruchsteinmauerwerk erhalten, westlich bis in Sockelhöhe, östlich mit Spitzbogenfenstern und Chorbogen aus Haustein, Mitte 15. Jahrhundert | D-5-75-134-17 Wikidata | weitere Bilder |

### Herrnberchtheim
| Lage                           | Objekt                                                                     | Beschreibung | Akten-Nr.              | Bild           |
| ------------------------------ | -------------------------------------------------------------------------- | --- | ---------------------- | -------------- |
| Herrnberchtheim 101 (Standort) | Evangelisch-lutherische Pfarrkirche                                        | Chorturmkirche, Turm mit achteckigen Läutgeschoss und Welscher Haube im Kern 13. Jahrhundert, Langhaus mit Walmdach 1710, erweitert durch Querhausanbau 1910–11, Gliederungselemente größtenteils modern oder erneuert; Deckengemälde von Eulogius Böhler, mit Ausstattung | D-5-75-134-26 Wikidata | weitere Bilder |
| Herrnberchtheim 101 (Standort) | Kirchhofmauer                                                              | Bruchsteinmauerwerk mit spitzbogigen Portal und Schießscharten in Ostenwand, wohl 15. Jahrhundert, in Westwand Tor mit genuteten Sandsteinpfeilern | D-5-75-134-26 Wikidata | weitere Bilder |
| Herrnberchtheim 163 (Standort) | Ehemalige Brauerei und Bauernhof, Wohnteil eines einstigen Wohnstallhauses | Eingeschossiger Satteldachbau, Fachwerkobergeschoss, bezeichnet „1738“, massiv unterfangen mit Sandsteinquadern und Hausteinrahmungen, bezeichnet „1888“ | D-5-75-134-28 Wikidata | weitere Bilder |
| Herrnberchtheim 163 (Standort) | Ehemalige Brauerei und Bauernhof, ehemaliges Brauereigebäude               | Zweigeschossiger Walmdachbau mit Fachwerkobergeschoss, erste Hälfte 18. Jahrhundert | D-5-75-134-28 Wikidata | weitere Bilder |

## Abgegangene Baudenkmäler
In diesem Abschnitt sind Objekte aufgeführt, die früher einmal in der Denkmalliste eingetragen waren, jetzt aber nicht mehr existieren, z. B. weil sie abgebrochen wurden. Aktennummern in diesem Abschnitt sind ehemalige, jetzt nicht mehr gültige Aktennummern.

| Lage                                           | Objekt                | Beschreibung                           | Akten-Nr.              | Bild |
| ---------------------------------------------- | --------------------- | -------------------------------------- | ---------------------- | ---- |
| Herrnberchtheim Herrnberchtheim 167 (Standort) | Fachwerkwohnstallhaus | Eingeschossig, mit Zwerchhaus, um 1800 | D-5-75-134-27 Wikidata | BW   |